# Industrial Toys
Industrial Toys é uma desenvolvedora e publicadora americana de jogos para celular com sede em Pasadena, Califórnia. Ela produz jogos para celular para núcleo de jogadores e lançou seu primeiro título, Midnight Star, no início de 2015. Em julho de 2018, a Electronic Arts adquiriu a empresa.

## História
No início de 2012, os fundadores Alex Seropian, Tim Harris e Brent Pease formaram a empresa sob a premissa de que não havia grandes jogos móveis suficientes para os jogadores. Site principal de jogos, Joystiq relatou, "O co-criador de Halo e co-fundador da Bungie Alex Seropian, embarcou em mais um novo empreendimento. Depois de fundar a Wideload Games quase dez anos atrás e ingressar na Disney Interactive como chefe de desenvolvimento de jogos por alguns anos, Seropian abriu uma empresa chamada Industrial Toys. Junto com 'alguns talentos artísticos incríveis de ex-caras da Marvel e da DC', como diz o presidente Tim Harris (ex-Seven Lights), Seropian e o resto da empresa planejam fazer jogos hardcore para plataformas móveis. 'Estamos indo fundo na história e comunidade e todos os tipos de bondade nerd', diz Harris."
Junto com o engenheiro Mike Dekoekkoek, a equipe começou a trabalhar em seu primeiro jogo, Midnight Star, em janeiro de 2012. Seu segundo título, Midnight Star: Renegade, foi lançado em agosto de 2016.

## Abordagem
O CEO Alex Seropian explicou ao GameSpot que "As coisas em que nos concentramos simplesmente se enquadram em três categorias: plano, equipe e execução. Nosso plano é realmente tratar o dispositivo como se fosse sua própria plataforma. Muitas ofertas básicas são trazidas para a plataforma de outros lugares, e as que não são são desenvolvidas com essa mentalidade. Então, uma das coisas em que estamos trabalhando constantemente é eliminar esses preconceitos do que é um jogo central e começar de novo com as ideias que temos nessa plataforma móvel. E realmente se resume a projetar para o dispositivo.
A segunda coisa é nossa equipe. Vamos investir milhões neste espaço. E estamos montando o que considero um time dos sonhos para ir atrás do núcleo de jogadores no celular, e ainda nem anunciamos metade das pessoas que estão trabalhando em nosso primeiro projeto. Nos próximos meses, esperamos poder falar mais sobre as pessoas que estão trabalhando nisso. E eu acho que uma das coisas mais fundamentais sobre isso, é o talento.
E a terceira parte, sobre a execução, realmente se resume ao valor da produção. As equipes que estão trabalhando muito bem em dispositivos móveis agora, acho que trazem muito valor de produção, mas não necessariamente trazem muito escopo, o que eu acho que faz muito sentido para o dispositivo. Porque o padrão de jogo no celular é muito diferente de outras plataformas em termos de como as pessoas se envolvem com o jogo. Algumas pessoas vão ficar sentadas em um sofá por muito tempo, mas geralmente não o fazem. Frequentemente, eles entram e saem. E você tem que manter isso em mente, para projetar esse padrão de jogo. O modo como você trata o escopo tem um grande impacto nisso. Projetar grandes níveis longos onde você tem que se envolver 30 minutos por vez não funciona tão bem. Criar escopo para valor de produção é bom... todo mundo adora valor de produção, certo? Ótima história, ótimos visuais - trazer isso para a plataforma pode ser muito legal."

## Jogos
| Ano  | Data de lançamento     | Título                  | Editor          | Gênero(s)                   | Plataforma(s) |
| ---- | ---------------------- | ----------------------- | --------------- | --------------------------- | ------------- |
| 2015 | 5 de fevereiro de 2015 | Midnight Star           | Industrial Toys | Atirador em primeira pessoa | iOS           |
| 2016 | 11 de agosto de 2016   | Midnight Star: Renegade | Industrial Toys | Atirador em primeira pessoa | iOS           |
| TBA  | TBA                    | TBA                     | Electronic Arts | TBA                         | TBA           |